# Родина (кинотеатр, Алма-Ата)
«Ро́дина» — бывший кинотеатр в Алма-Ате, в Центральном парке культуры и отдыха имени М. Горького, функционировавший в 1937—2014 годах. С 2014 года в здании расположен парк динозавров с движущимися моделями.

## История
Летняя киноплощадка в Центральном парке культуры и отдыха имени М. Горького была открыта в 1937 году. Она работала в летнее время года.
В 1956 году на месте киноплощадки был построен типовой широкоэкранный кинотеатр с двумя залами общей вместимостью в 712 зрительных мест. В 1982 году кинотеатр «Родина» посетило 478 тысяч зрителей. В советское время в кинотеатре «Родина» работали детские киноклубы, проводились встречи с ветеранами войны, труда, передовиками производства, деятелями литературы и искусства.
В 1999 году, в связи с аварийным состоянием здания, было принято решение акима города о сносе кинотеатра «Родина». Однако в итоге в начале 2000-х годов кинотеатр был реконструирован и вновь заработал.
14 июня 2014 года в здании кинотеатра произошёл пожар. Возгорание произошло в зрительном зале по неизвестным причинам. Площадь пожара составила 270 квадратных метров. После инцидента киносеансы больше не проводились.
Парк культуры и отдыха в 2013 году был возвращён в коммунальную собственность, а в 2014 году проводилась его масштабная реконструкция общей стоимостью в 150 млн тенге. Однако ряд объектов, в том числе и кинотеатр, остались в собственности компании «Алтын Тараз». В рамках общей реконструкции в здании разместился парк динозавров. Открытие Динопарка состоялось 21 сентября 2014 года и было приурочено к празднованию Дня города. В парке расположено 24 движущихся фигуры динозавров.